# Библейско-богословский институт святого апостола Андрея
Библе́йско-богосло́вский институ́т свято́го апо́стола Андре́я — российское негосударственное учебное заведение дополнительного профессионального образования богословской направленности, основанное в 1995 году. Ранее имел статус высшего учебного заведения.

## История
ББИ ведёт свою историю от «Воскресного православного университета», созданного протоиереем Александром Менем. 8 сентября 1990 года им была прочитана первая лекция — «Христианство». На следующий день, в воскресенье, он был убит по дороге к своему храму. В 1991 году был переименован в Общедоступный православный университет. Общедоступный православный институт представлял собой лишь православный лекторий для взрослых.
По воспоминаниям Алексея Бодрова, «у нас были прекрасные лекторы, и лет через пять мы поняли, что у нас уже сложилась полноценная программа для высшего богословского образования. И в конце 1994 — начале 1995 года мы основали ББИ».
В 1995 году было зарегистрировано новое учебное заведение высшего богословского образования с названием «Библейско-богословский институт святого апостола Андрея».
В 1997 году ББИ получил государственную лицензию по специальности «теология». В декабре 2002 года — государственную аккредитацию на право ведения учебной деятельности, став одним из первых в Москве богословских высших учебных заведений, выдающим дипломы государственного образца.

## Директоры
- Бодров, Алексей Эдуардович — ректор ББИ, кандидат физико-математических наук, выпускник Общедоступного православного университета им. А. Меня, главный редактор издательства ББИ и научных журналов «Страницы: богословие, культура, образование» и «Мир Библии». Покинул 7 сентября 2020 года должность руководителя организации.
- Языкова, Ирина Константиновна — юридический директор ББИ с 7 сентября 2020 года по 28 ноября 2024 года.[5]
- Шапаев Борис Игоревич — 1974 года рождения, юридический директор ББИ с 28 ноября 2024 года, ранее - руководитель отдела продаж издательства "Русский язык. Курсы" (Москва, Россия). [6]

## Известные преподаватели
В ББИ в разное время преподавали
- И. Л. Багратион-Мухранели, кандидат филологических наук
- А. А. Гриб, доктор физико-математических наук, профессор, действительный член РАЕН[7]
- Г. Б. Гутнер, доктор философских наук, профессор, заведующий кафедрой философии и гуманитарных дисциплин[7]
- Архимандрит Ианнуарий (Ивлиев), профессор Санкт-Петербургской духовной академии[7]
- Алексей Павлович Козырев, кандидат философских наук, доцент МГУ
- С. А. Коначева, доктор философских наук, профессор РГГУ[7]
- Иерей Пётр Коломейцев
- О. В. Куропаткина, кандидат культурологии[7]
- Э. Л. Лаевская, кандидат искусствоведения
- Н. Я. Мерперт, доктор исторических наук, профессор МГУ
- А. В. Муравьёв, кандидат исторических наук, доцент НИУ ВШЭ
- Н. Л. Мусхелишвили, кандидат биологических наук, доктор психологических наук, профессор
- Архимандрит Августин (Никитин), кандидат богословия, доцент Санкт-Петербургской духовной академии
- Игумен Вениамин (Новик), (1946-2010)
- Игумен Иннокентий (Павлов), кандидат богословия
- Д. В. Поспеловский (1935-2014), профессор Университета Западного Онтарио
- Е. Б. Смагина, кандидат филологических наук, старший научный сотрудник Института востоковедения РАН, преподаватель РГГУ и Еврейского университета в Москве, заведующая кафедрой Ветхого Завета ББИ.
- О. В. Смолицкая, кандидат филологических наук, доцент
- Н. Л. Трауберг, кандидат филологических наук
- С. В. Чебанов, доктор филологических наук, профессор СПбГУ[7]
- И. К. Языкова, кандидат культурологии, проректор ББИ[7]
- Г. Г. Ястребов, библеист[7]

## Попечители
- митрополит Диоклийский Каллист (Уэр) (Константинопольская православная церковь)[8]
- епископ Василий (Осборн) (Константинопольская православная церковь),
- лорд Ричард Харрис[англ.] (епископ Англиканской церкви, бывший епископ Оксфорда)[8],
- протоиерей Леонид Кишковский (Православная церковь в Америке)[8],
- историк и археолог Валентин Янин[8],
- богослов Ханс Кюнг[8],
- богослов Юрген Мольтман
- священник Джон Биннс (настоятель Университетской церкви Кембриджа, Англиканской церкви)[8],

В разное время попечителями ББИ были митрополит Антоний Сурожский, архиепископ Михаил (Мудьюгин), епископ Пьер Дюпре, академик РАН Н. И. Толстой, философ и историк Оливье Клеман, патролог и историк христианства Ярослав Пеликан, библеист Брюс Мецгер, каноник Майкл Бурдо (Англиканская церковь), историк Дмитрий Оболенский.

## Образовательная и богословская деятельность
С 1997 по 2012 год ББИ работал как богословское высшее учебное заведение. Полный курс обучения в институте составляет 5 лет. В ББИ проводится подготовка специалистов в области богословия (преподавателей, исследователей, переводчиков с древних языков, редакторов, журналистов). Основные направления подготовки специалистов — библеистика, библейские языки, богословие, христианская культура, история Церкви, философия, межконфессиональный и межрелигиозный диалог.
С 2013 года ББИ поменял свой статус, став учебным заведением дополнительного профессионального образования, где в очной, очно-заочной (вечерней) и дистанционной форме производится повышение квалификации по направлению „теология“, а также переквалификацию специалистов в сфере истории церкви, современной библеистики, академического богословия, а также философии религии и христианской культуры.
Работает еженедельный научно-методический семинар «Богословие, культура, образование» и проводятся ежегодные Андреевские чтения по современным вопросам богословия.

### Летние богословские институты
Ежегодно для преподавателей, выпускников и студентов старших курсов духовных семинарий и академий, богословских и религиоведческих факультетов вузов из России и других стран СНГ и Восточной Европы проводится Московский летний богословский институт (МЛБИ), целью которого является повышение квалификации участников в области богословия и библеистики, развитие межконфессионального и межрелигиозного диалога.
В июне 1999 года по благословению Митрополита Минского и Слуцкого Филарета совместно с Христианским образовательным центром имени святых Мефодия и Кирилла (Минск) был проведён первый Летний богословский институт в Белоруссии. В августе 2002 года состоялся первый Московский летний богословский институт. Летом 2003 года по благословению Митрополита Киевского и всея Украины Владимира прошёл первый Киевский летний богословский институт (КЛБИ).
С 2005 по 2015 год проводился также Летний институт по богословию и науке (ЛИБН), посвящённый проблемам диалога между религией и наукой.
Начиная с 2016 года до настоящего времени ежегодно проводится Летний институт по межконфессиональному и межрелигиозному диалогу (ЛИД), посвященный теме внутрихристианского диалога и диалога между христианством и другими религиями.

### Конференции по вопросам христианского единства и межрелигиозного диалога
В 2003, 2004, 2005, 2006 годах Библейско-богословским институтом св. апостола Андрея совместно с Институтом восточных церквей в Регенсбурге и при поддержке Католического комитета по культурному сотрудничеству (Рим) проводились конференции по вопросам единства европейской культуры. Каждая конференция была посвящена одному из русских философов — В. С. Соловьёву, Н. А. Бердяеву, С. А. Булгакову, П. А. Флоренскому.
В 2004 году ББИ принимал участие в конференции EAALCE (Экуменической ассоциации академий и мирянских центров в Европе).
В 2005 году совместно с архиепархией Римско-католической церкви в Москве ББИ проводил конференцию, посвящённую 40-летию со дня проведения II Ватиканского собора (1962—1965). В том же году ББИ совместно с Советом муфтиев России, Духовным управлением мусульман Европейской части России, католической Архиепархией Божьей Матери в Москве и Институтом европейской цивилизации организовал форум «Ислам и христианство: на пути к диалогу».
В 2008 году под эгидой ББИ, совместно с Католическим комитетом по культурному сотрудничеству (Рим), проектом «Sorgenti — Living Springs» («Живые источники»), Институтом восточных церквей (Регенсбург), архиепархией Амальфи — Кава-ди-Террени, ассоциацией «Рондине Читаделла делла Паче», монастырём Бозе (Италия), проводилась международная конференция «Апостол Андрей и христианская экумена: богословское, культурное и историческое значение почитания апостола Андрея в современном мире».
20-21 июня 2011 года в Москве под эгидой ББИ, при участии Папского комитета по историческим наукам и Культурного центра «Покровские ворота», прошла Международная конференция памяти кардинала Томаша Шпидлика «Христианская духовность: исторические и культурные перспективы».

## Издательская деятельность
Важнейшим направлением развития ББИ является издательская деятельность, направленная в основном на выпуск учебников, хрестоматий, библейских комментариев и словарей.
Отправной точкой издательской деятельности стала необходимость учебной литературы:

Вот мы учим студентов, значит — нужны книги, их нет и взять негде. Значит, нужно их издавать. Стали переводить и издавать для своих студентов, а оказалось, что это нужно всем. <…> Мы выбирали самые-самые лучшие книги, которые только существуют в мире по библеистике, и переводили их на русский язык. В основном, естественно, это книги неправославных авторов. <…> Наши книги используются не только в православных, но и в католических, и в протестантских учебных заведениях, не только в России, но и на Украине, в Белоруссии, Прибалтике, — везде, где говорят и учатся по-русски.
В сериях «Современная библеистика», «Современное богословие», «Современная апологетика», «Богословие и наука», «История Церкви», «Межконфессиональный и межрелигиозный диалог», «Читая Библию», «Религиозные мыслители», «Услышать человека» к июлю 2015 года издано около 200 книг.
ББИ выпускал ежегодный альманах «Мир Библии». В настоящее время издается ежеквартальный журнал «Страницы: богословие, культура, образование».
ББИ были изданы труды известного библеиста Брюса Мецгера — «Текстология Нового Завета», «Канон Нового Завета», «Ранние переводы Нового Завета», «Введение в Новый Завет», двухтомный «Словарь Нового Завета» («Иисус и Евангелия» и «Мир Нового Завета»), а также работа известного искусствоведа Ирины Языковой «Богословие иконы».
В сериях «Современная библеистика» и «Современное богословие» вышли переводы трудов Карла Барта («Послание к Римлянам», «Господня молитва», «Школа молитвы» и др.), Павла Евдокимова, Ханса Кюнга («Церковь» и др.), Роуэна Уильямса, епископа Каллиста (Уэр), Дэвида Харта («Красота бесконечного. Эстетика христианской истины»), Эдуарда Лозе («Павел. Биография»), Юргена Ролоффа «Введение в Новый Завет».
Также ББИ были основаны серии — «Богословие и наука» для знакомства учёных с богословием (Джон Хот «Бог после Дарвина. Богословие эволюции», Артур Пикок «Эволюция: тайный друг веры?») и «Читая Библию» для широкого читателя.
ББИ принимает участие в ежегодной Франкфуртской книжной ярмарке.

## Сотрудничество с другими научными организациями
- Центр изучения религий РГГУ.